# 고고타정
고고타정(小牛田町)은 일본 미야기현의 북부 도다군에 위치했던 정이다. 정을 남북으로 종단 하는 도호쿠 본선으로부터, 리쿠우토선, 이시노마키선이 분기해, 철도의 마을로서 번창해 왔다. 2006년 1월 1일에 난고정과 합병해 미사토정이 되어 소멸하였다.
.

## 역사
기타우라지 산 앞에 조몬 시대 조기~중기와 고훈 시대~헤이안 시대의 취락 흔적이 복합되어 있는 야마마에 유적이 있으며, 옛날에는 조몬 시대부터 취락이 있었던 것이 판명되어 있다
- 1889년 4월 1일 - 정촌제 시행과 함께 도다군 고고타촌이 성립하였다.
- 1890년 4월 16일 - 고고타역이 개업하였다.
- 1907년 1월 1일 - 정으로 승격하였다.
- 193년 4월 - 리쿠우토선이 개업하였다.
- 1951년 4월 1일 - 고고타정, 후도도정, 기타우라촌, 나카조네촌과 합병해 새로운 고고타정이 되었다.
- 2001년 8월 29일 - 일반 국도 108호 고고타 하이패스(연장 4.3km)가, 전 노선을 개통하였다.
- 2005년 12월 1일- 난고정과 합병해 미사토정이 되었다.

## 교통

### 철도
- 동일본 여객철도
  - 도호쿠 본선
  - 리쿠토 선
  - 이시노마키 선

### 도로
- 국도 108호선